# Mary Moira Banks
Zuster Mary Moira Banks is een personage uit de soapserie Days of our Lives. De rol werd van 1997 tot 1998 gespeeld door actrice Eileen Davidson, die sinds 1993 de rol van Kristen Blake speelde en sinds eind 1996 die van Susan Banks. Mary Moira ziet er net als Susan uit als een zwakzinnige met lelijke tanden, al is Mary Moira lang niet zo naïef als Susan.

## Personagebeschrijving
Zuster Mary Moira dook op in Salem, op zoek naar haar tweelingzus Susan Banks. Ze had een brief van haar gekregen dat ze met John Black getrouwd was en een kind met hem had. John zei tegen Mary Moira dat Susan de stad al een tijdje geleden verlaten had en toen hij hoorde over de brief dat hij met Susan getrouwd zou zijn lachte hij dit weg. Susan was echter nog steeds in Salem en met een blonde pruik en valse tanden had ze nu het leven van Kristen Blake overgenomen. Kristen had ze samen met Marlena Evans opgesloten in een geheime kamer in het DiMera-huis.
Vivian Alamain en Ivan Marais vonden dat Kristen zich vreemd gedroeg en hadden er geen idee van dat ze in werkelijkheid Susan was. Susan zei hun dat ze hen niet langer nodig had. Toen Mary Moira naar het klooster liep, grepen Vivian en Ivan haar en zeiden haar dat ze Susan was en zich als non vermomd had. Mary Moira zei hun echter dat ze Susans tweelingzus was en verplichtte hen om de vloeren in het klooster te schrobben. In ruil daarvoor zou ze niet naar de politie stappen.
Susan organiseerde intussen een heuse bruiloft met een Elvis-thema, haar grote idool. Marlena en Kristen moesten dit bekijken via een videoscherm. Laura Horton dook op en beschuldigde Kristen/Susan ervan Marlena ontvoerd te hebben. Ze sloeg haar waardoor haar valse tanden eruit vlogen en in het glas champagne van Vivan belandden. Susan bekende alles aan John en hij slaagde erin om Kristen en Marlena te redden uit de geheime kamer. Kristen werd ontmaskerd en John verbrak de verloving en verloofde zich met Marlena. Susan trok met haar kind bij Marlena in en noemde hem Little Elvis. Mary Moira eiste van Susan dat ze zou zeggen wie de vader van haar kind was, maar Susan zei dat niet en beweerde dat Elvis Presley de vader was. Hier was ze van overtuigd omdat Stefano DiMera zich als Elvis vermomd had toen hij haar kunstmatig bevruchtte met zijn sperma.
Susan vroeg aan haar broer Thomas om haar te helpen Elvis terug te krijgen, maar Mary Moira kon hem stoppen.
Celeste Perrault kreeg een visioen waarin ze zag dat Kristen vermoord zou worden. Nadat Mary Moira haar vond op een bank in het park nam ze haar mee naar het klooster zodat Celeste kon uitrusten. Mary Moira zei dat er wat ergs met haar ging gebeuren en dat ze tot God moest bidden om haar ziel te redden.
Susan was intussen naar Engeland gevlucht. Niemand wist waar ze was, totdat Susan een foto van de trouw van Vivian en Jonesy doorfaxte naar Marlena, waar zij en Edmund ook opstonden als getuigen. Kristen had ingebroken bij Marlena en kwam bij de fax uit. Ze ontvoerde Mary Moira en lokte zo Susan terug naar Salem.
Kort daarna werd Kristen dood teruggevonden in haar zwembad, maar al snel werd duidelijk dat dit om Susan ging en dat Kristen zich nu als Susan vermomde. Nog later bleek dat Mary Moira, Susan en Thomas eigenlijk van een vierling waren en dat het vierde kind, Penelope Kent bij de geboorte werd afgestaan voor adoptie. Zij was degene die om het leven was gekomen en Susan was als slavin verkocht en was opgesloten op een Caribisch eiland. Susan kon ontsnappen en verhuisde met Edmund naar Engeland, Kristen belandde nu zelf in de kerker op het eiland.
Mary Moira kwam niet meer in beeld nadat Susan en Kristen uit de serie verdwenen.